# Substitució nucleòfila aromàtica
Una substitució nucleòfila aromàtica és una reacció de substitució en química orgànica en la qual el nucleòfil desplaça un grup sortint, com un halogenur, en un anell aromàtic. Els anells aromàtics solen ser nucleòfils, però alguns compostos aromàtics pateixen substitució nucleòfila. De la mateixa manera que normalment els alquens nucleòfils es poden fer sotmetre a una substitució conjugada si porten substituents extrets d'electrons, els anells aromàtics nucleòfils també es tornen electròfils si tenen els substituents adequats.
Aquesta reacció difereix d'una reacció S N 2 comuna, perquè té lloc en un àtom de carboni trigonal ( hibridació sp 2). El mecanisme de la reacció S N 2 no es produeix a causa de l'obstacle estèric de l'anell de benzè. Per atacar l'àtom de C, el nucleòfil s'ha d'apropar en línia amb l'enllaç C-LG (grup sortint) des de la part posterior, on es troba l'anell de benzè. Segueix la regla general per la qual les reaccions S N 2 només es produeixen en un àtom de carboni tetraèdric.
El mecanisme S N 1 és possible, però molt desfavorable tret que el grup de sortida sigui excepcionalment bo. Implicaria la pèrdua sense ajuda del grup sortint i la formació d'un catió aril. En les reaccions S N 1 tots els cations emprats com a intermedis eren plans amb un orbital p buit. Aquest catió és pla, però l'orbital p està ple (forma part de l'anell aromàtic) i l'orbital buit és un orbital sp 2 fora de l'anell.
Hi ha 6 mecanismes de substitució nucleofílica trobats amb els sistemes aromàtics:
- Mecanisme SNAr (addició-eliminació)
- Mecanisme SN1 aromàtic trobat amb sals de diazoni
- Substitució a través de benzina
- Mecanisme de radicals lliures SRN1
- Mecanisme anrorc
- Substitució nucleofílica vicaria

El més important de tots aquests, és el mecanisme de SNAr, on els grups acceptors d'electrons activen l'anell cap a l'atac nucleofílic, per exemple, si hi ha grups funcionals nitro posicionats orto o al grup halur que surt.

## Mecanisme de reacció del SNAr
Els halurs d'aril no es poden sotmetre a la reacció SN2. L'enllaç entre el carboni i el brom, està en el pla de l'anell perquè l'àtom de carboni és trigonal. Per atacar des de la part posterior, el nucleòfil hauria d'aparèixer a l'interior de l'anell de benzè i s'hauria d'invertir l'àtom de carboni d'una manera absurda. Aquesta reacció no és possible.
La reacció SN1 és possible, però molt desfavorable. Es tractaria de la pèrdua sense ajuda del grup sortint i la formació d'un catió d'aril.
La següent imatge és el mecanisme de reacció d'una substitució aromàtica nucleòfila de 2,4-dinitroclorobenzè en una solució aquosa bàsica.
Com que el grup nitro és un activador de la substitució nucleòfila i un metadirector, és capaç d'estabilitzar la densitat electrònica addicional (mitjançant ressonància) quan el compost aromàtic és atacat pel nucleòfil de l'hidròxid. L'intermedi resultant, anomenat complex de Meisenheimer (2a), el carboni ipso s'uneix temporalment al grup hidroxil. Aquest complex de Meisenheimer està extra estabilitzat pel grup nitro addicional que retira electrons (2b).
Per tornar a un estat d'energia més baixa, o surt el grup hidroxil, o surt el clorur. En solució, es produeixen tots dos processos. Un petit percentatge de l'intermedi perd el clorur per convertir-se en el producte (2,4-dinitrofenol, 3), mentre que la resta torna al reactiu (1). Atès que el 2,4-dinitrofenol es troba en un estat d'energia inferior, no tornarà a formar el reactiu, de manera que passat un temps, la reacció arriba a un equilibri químic que afavoreix el 2,4-dinitrofenol, que després és desprotonat per la solució bàsica.(4)
La formació del complex de Meisenheimer estabilitzat per ressonància és lenta perquè la pèrdua d'aromaticitat a causa de l'atac nucleòfil dona lloc a un estat d'energia més alta. Amb la mateixa moneda, la pèrdua del clorur o hidròxid és ràpida, perquè l'anell recupera l'aromaticitat. Els treballs recents indiquen que, de vegades, el complex de Meisenheimer no sempre és un veritable intermedi, sinó que pot ser l'estat de transició d'un procés "frontside S N 2", especialment si l'estabilització per grups extretors d'electrons no és molt forta. Una revisió del 2019 argumenta que aquestes reaccions S N Ar concertades són més freqüents del que s'havia suposat anteriorment.
Els halogenurs d'aril no poden patir la clàssica reacció S N 2 de la part posterior. L'enllaç carboni-halogen es troba al pla de l'anell perquè l'àtom de carboni té una geometria plana trigonal. L'atac posterior està bloquejat i, per tant, aquesta reacció no és possible. Una reacció S N 1 és possible però molt desfavorable. Implicaria la pèrdua sense ajuda del grup sortint i la formació d'un catió aril. El grup nitro és el grup activador que es troba més freqüentment, altres grups són el grup ciano i el grup acil. El grup de sortida pot ser un halogen o un sulfur. Amb l'augment de l'electronegativitat augmenta la velocitat de reacció per a l'atac nucleòfil. Això es deu al fet que el pas que determina la velocitat d'una reacció S N Ar és l'atac del nucleòfil i la ruptura posterior del sistema aromàtic; el procés més ràpid és el reformat favorable del sistema aromàtic després de la pèrdua del grup sortint. Com a tal, s'observa el següent patró pel que fa a l'habilitat del grup que abandona l'halogen per a S N Ar: F > Cl ≈ Br > I (és a dir, un ordre invertit a l'esperat per a una reacció S N 2). Si es mira des del punt de vista d'una reacció S N 2, semblaria contrari a la intuïció, ja que l'enllaç CF es troba entre els més forts de la química orgànica, quan de fet el fluorur és el grup de sortida ideal per a un S N Ar a causa de la polaritat extrema de l'enllaç CF. Els nucleòfils poden ser amines, alcòxids, sulfurs i carbanions estabilitzats.

## Reaccions de substitució nucleòfila aromàtica
Els anells aromàtics experimenten una substitució nucleòfila per diverses vies.
1. Mecanisme S N Ar (addició-eliminació).

1. Mecanisme aromàtic S N 1 trobat amb sals de diazoni

1. Mecanisme benzí (E1cB-Ad N )

1. Mecanisme dels radicals lliures SRN1
2. Mecanisme ANRORC
3. Substitució nucleòfila vicària

## Substitució aromàtica nucleòfila asimètrica
Amb nucleòfils de carboni com els compostos 1,3-dicarbonil la reacció s'ha demostrat com un mètode per a la síntesi asimètrica de molècules quirals. Es va informar per primera vegada l'any 2005, l'organocatalitzador (en un paper dual amb el d'un catalitzador de transferència de fase) deriva de la cinchonidina (benzilada a N i O).